# 함자 알다르두르
함자 알리 칼레드 알다르두르(아랍어: حمزة علي خالد الدردور, 영어: Hamza Ali Khaled Al-Dardour, 1991년 5월 12일 ~ )는 함자 알다르두르라고 불리는 요르단의 축구 선수로 현재 알후세인과 요르단 축구 국가대표팀에서 공격수로 뛰고 있다.